# Carlo Bottacco
Carlo Bottacco (Casale Monferrato, 18 giugno 1820 – Torino, 1º febbraio 1880) è stato un generale italiano, distintosi durante le tre guerre d'indipendenza italiane (1848/1849-1859-1866), nella Campagna piemontese in Italia centrale (1860-1861) e nella Presa di Roma (1870). Fu comandante del 7º Reggimento artiglieria da campagna, della Brigata Pistoia, direttore della scuola di guerra dell'esercito e della Regia Accademia Militare di Torino. Decorato con la Croce di Ufficiale e quella di Commendatore dell'Ordine militare di Savoia e tre Medaglie d'argento al valor militare.

## Biografia
Nacque a Casale Monferrato il 18 giugno 1820. Arruolatosi nell'Armata Sarda a partire dal 10 luglio 1832 frequentò la Regia Accademia Militare di Torino. Nel settembre 1841 fu nominato sottotenente dell'esercito, e il 23 agosto 1942 luogotenente dell'arma di artiglieria. Tenente di prima classe nel febbraio 1846, partecipò successivamente alla prima guerra d'indipendenza italiana nel 1848 come comandante di sezione della 1ª batteria a cavallo. Si distinse nei combattimenti di Pastrengo e Governolo, venendo decorato con due Medaglie d'argento al valor militare. Tenente anziano nel settembre 1848, il 5 dicembre dello stesso anno è promosso capitano. Nella campagna del 1849 si distinse nello scontro della Bicocca. Durante tale battaglia, al comando di una batteria di cannoni,  apri un micidiale fuoco contro le truppe austriache mettendole in grave difficoltà. Al termine dello scontro il feldmaresciallo Josef Radetzky rimasto assai colpito dalla sua azione, per cui ricevette una menzione onorevole e successivamente fu insignito della Croce di Cavaliere dell'Ordine dei Santi Maurizio e Lazzaro. Il 1 ottobre 1851 passò con tutta la brigata a cavallo del neocostituito reggimento artiglieria da campagna. Nel dicembre 1856 entrò in servizio presso lo Stato maggiore dell'artiglieria.
Divenuto maggiore nel marzo 1859, partecipando poi ai combattimenti durante la seconda guerra d'indipendenza italiana. Nel dicembre dello stesso anno fu assegnato alla costituzione del 2º Reggimento artiglieria da campagna. Tenente colonnello nel giugno 1860, in servizio presso l'8º Reggimento artiglieria da campagna, per la sua azione nel corso dell'attacco e della conquista di Perugia e nell'assedio di Ancona fu insignito della Croce di Ufficiale dell'Ordine militare di Savoia. Divenuto comandante dell'artiglieria del V Corpo d'armata, ricevette la Croce di Commendatore dell'Ordine militare di Savoia par la successiva partecipazione all'assedio di Capua nel 1861. Nel corso di quell'anno fu candidato come deputato nel collegio di Casale contro Mellana, perdendo al ballottaggio per 395 contro 865. Promosso colonnello il 28 luglio 1861, il 4 agosto assunse il comando del 7º Reggimento artiglieria da campagna. Nel giugno 1864 assunse il comando della Brigata Pistoia, e fu promosso maggior generale il 5 giugno 1865 ne divenne comandante effettivo. Al comando della sua brigata, assegnata alla 9ª Divisione del generale Giuseppe Govone, partecipò alle operazioni belliche durante terza guerra d'indipendenza italiana, e si distinse nella battaglia di Custoza venendo decorato con la terza Medaglia d'argento al valor militare.
Si distinse nell'attacco contro Roma nel 1870, che portò la città eterna a divenire capitale del Regno d'Italia (1861-1946), venendo decorato con la Croce di Commendatore dell'Ordine della Corona d'Italia. Il 5 dicembre 1870 fu nominato comandante del Presidio militare di Mantova, e il 14 settembre 1871 divenne direttore della scuola di guerra dell'esercito, la cui frequenza allargò anche agli ufficiali di artiglieria e del genio, ammettendoli al secondo anno, in considerazione della loro migliore preparazione. Promosso tenente generale nel marzo 1874, nel maggio 1877 divenne comandante della divisione militare territoriale di Piacenza (7ª), Comandò la 2ª Divisione, inquadrata nel II Corpo d'armata del generale Cesare Ricotti, nel corso della Grandi manovre tenutesi tra il 29 agosto e il 12 settembre 1878.  Il 6 agosto 1879 venne nominato direttore della Regia Accademia Militare di Torino, e si spense in questa città il 1 febbraio 1880. Lasciava la moglie, signora Luigia Ferrari-Ardicini.

### Annotazioni
1. ↑  Con la seguente motivazione: Per essersi distinto nella battaglia di Novara il 23 marzo 1849.

### Fonti
1. 1 2  Archiviostoricofotografico.
2. 1 2 3 4   Gazzetta ufficiale del regno d'Italia, Parte 1, 1880,  p. 489. URL consultato il 12 marzo 2021.
3. 1 2  Iacopi 2016, p. 321.
4. ↑   Calendario generale pe' Regii Stati, 1846,  p. 391. URL consultato il 12 marzo 2021.
5. 1 2 3 4 5 6 7 8 9 10 11 12 13  Iacopi 2016, p. 322.
6. ↑  Rattazzi 2011, p. 435.
7. ↑  Ciancarini 2013, p. 71.
8. ↑   Gazzetta ufficiale del regno d'Italia, Parte 3, 1879,  p. 2955. URL consultato il 12 marzo 2021.
9. ↑  Gazzetta Ufficiale del Regno d'Italia n.168 del 18 luglio 1878, pag.2810.
10. ↑  Gazzetta Ufficiale del Regno d'Italia n.28 del 4 febbraio 1880, pag.489.
11. ↑   Gazzetta ufficiale del regno d'Italia, Parte 4, 1881,  p. 4154. URL consultato il 12 marzo 2021.
12. 1 2  Ordine militare d'Italia sul sito della Presidenza della Repubblica